# Pic de Sarradé
El Pic de Sarradé és una muntanya que es troba en el terme municipal de la Vall de Boí, a la comarca de l'Alta Ribagorça, i dins del Parc Nacional d'Aigüestortes i Estany de Sant Maurici.

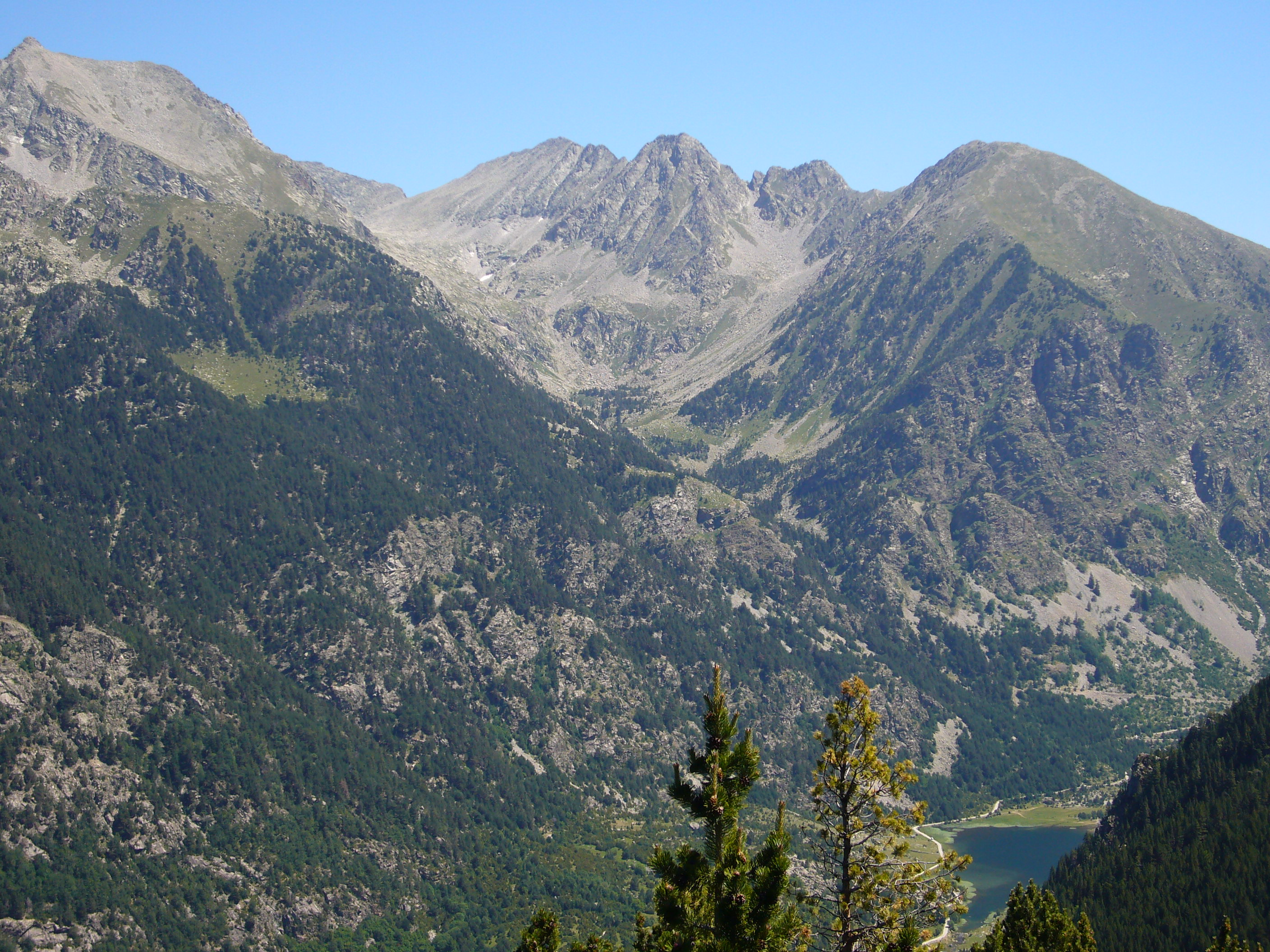
Carena Oriental de la Vall de Sarradé (Imatge amb anotacions)

«El nom prové del basc "Sarra-toi" (zarra significa "escòria", i també "arranque en el arrastre de bloques del río", o "arena gruesa del río", i -toi, sufix que indica abundància)».
El pic, de 2.942 metres, s'alça a la carena que separa la Vall de Sarradé (O) i la Vall de Contraix (E); amb el Coll de Sarradé al nord-nord-est i el Pic del Racó al sud.

## Rutes[3]
L'assalt final al pic, s'inicia normalment des del Coll de Sarradé; accessible des de les valls de Sarrade i de Contraix o crestallant des del Pic de Contraix.